# Флаг Октябрьского сельского поселения (Крыловский район)
Флаг муниципального образования Октя́брьское сельское поселение Крыловского района Краснодарского края Российской Федерации — опознавательно-правовой знак, служащий официальным символом муниципального образования.
Флаг утверждён 6 сентября 2010 года и внесён в Государственный геральдический регистр Российской Федерации с присвоением регистрационного номера 6449.

## Описание
«Прямоугольное полотнище с отношением ширины к длине 2:3, воспроизводящее композицию герба Октябрьского сельского поселения Крыловского района в жёлтом, синем, зелёном и белом цветах».
Геральдическое описание герба гласит: «В золотом поле с лазоревой, обременённой сопровождаемым вверху серебряной звездой о восьми лучах серебряным лётом, главой, поверх поля и главы золотая с зелёными сердцевиной и шипами, роза, из-под которой в золоте выходят три широких зелёных луча (один вниз и по одному наискось к каждому краю), каждый из которых обременён двумя серебряными с зелёными сердцевинами, цветками яблони».

## Обоснование символики
Флаг языком символов и аллегорий отражает исторические, культурные и экономические особенности сельского поселения.
Жёлтые и зелёные клинья аллегорически указывают на хлебные нивы и сады, которыми богато сельское поселение.
Жёлтый цвет (золото) — символ величия, богатства, процветания и достатка. Золото также аллегорически указывает на основу экономического развития поселения — выращивание зерновых.
Зелёный цвет символизирует сады, природу, плодородие, здоровье, жизнь.
Геральдическое изображение розы и цветков яблони аллегорически указывают на плодопитомники поселения, где выращиваются молодые фруктовые деревья и кусты роз.
Цветок розы — символ красоты, совершенства и плодородия, молодости и, надежды, а цветок яблони символизирует долголетие, обновление, расцвет и стремление к познаниям.
Изображение розы также аллегорически указывает на административный центр поселения — станицу Октябрьскую, а шесть цветков яблони ещё на шесть населённых пунктов входящих в состав поселения.
Изображение распростёртых крыльев — лёта, аллегорически указывает на защитника казачества архистратига Архангела Михаила, в честь которого первоначально была названа станица Новомихайловская, ставшая после слияния с другими близлежащими населёнными пунктами станицей Октябрьской.
Изображение крыльев также подчёркивает принадлежность поселения к Крыловскому району.
Белая восьмиконечная звезда символизирует вечность, высокие стремления, процветание. Звезда — эмблема счастья и рождения нового.